# Samantha Phillips (Autorin)
Samantha Phillips (* in Derbyshire, England) ist eine britische Autorin.

## Leben
Phillips wurde in den East Midlands, in der Grafschaft Derbyshire geboren. Sie besuchte die Universität London, die sie erfolgreich abschloss. Anschließend machte sie ihren Master an der Sorbonne in Paris. Nach Berufserfahrungen in der Schiffsvermittlung und in einer Werbeagentur in Paris kam sie 1989 zu Lloyd’s und war bei Willis Faber & Dumas als Maklerin in der Luftfahrtabteilung beschäftigt. Im November 1992 verließ sie Willis Faber und leitete rechtliche Schritte gegen das Unternehmen ein. Zwei Wochen später veröffentlichte sie die erste Ausgabe von Inside Eye, einer Zeitschrift, die enthüllte, was sich hinter den Kulissen von Lloyd’s abspielte. Nach einem zweijährigen öffentlich bekannt gewordenen Rechtsstreit, gewann sie das Gerichtsverfahren gegen ihre ehemaligen Arbeitgeber.
Phillips lebt in London und arbeitet hauptberuflich als Autorin. 1986 erschien mit Knots Landing: Uncharted Love ihr erstes Buch. 1998 erschien mit Lady unter Haien ein Buch, das Klaus Fröba ins Deutsche übersetzte.

## Werke

### Bücher
- Knots Landing: Uncharted Love. Pioneer Communications Network, Rocky Hil 1986, ISBN 978-0-916217-62-4
- Blonde Ambitionen. Penguin Verlag, München 1996, ISBN 978-0-7126-7614-4
- DEL-Real Girl/Real World: Tools for Finding Your True Self. Seal Press, Seattle 1998, ISBN 978-1-58005-005-0
- Lady unter Haien. Droemer Knaur, München 1998, ISBN 978-3-426-60661-2
- Social Ambition. Arrow Books, London 1998, ISBN 978-0-09-964921-2
- Cast Down, But Not Destroyed – One Woman’s Story of Overcoming Abuse. Kingdom Life Int’l Church, 2011, ISBN 978-1-934746-09-7
- The Open Hearts Series: The Truth About Love. Lulu.com, Morrisville 2015, ISBN 978-1-329-18532-6
- COVID-19 Frontliners: Against All Odds. Self-Publishing, 2020, ISBN 979-8-6627-5231-3

### E-Books
- A Grateful Heart: Poetry by Samantha Phillips
- Inspired By Nature